# Mikrolegerat stål
Mikrolegerat stål är en typ av höghållfast stål som innehåller små mängder legeringsämnen, oftast mellan 0,05 och 0,15%. Vanliga legeringsämnen är niob, vanadin, titan, molybden, zirkonium, bor och sällsynta jordartsmetaller. Dessa ämnen används för att förfina kornens mikrostruktur och/eller underlätta utskiljningshärdning. Svetsbarheten förbättras, men formningsegenskaperna är begränsade. Stålet har god slagseghet och utmattningshållfasthet, och används därför ofta för strukturkomponenter med hög påkänning.

## Ekonomi
Mikrolegerat stål placeras mellan kolstål och låglegerade stålsorter när det gäller egenskaper samt kostnad.